# SYNGR1
SYNGR1 (англ. Synaptogyrin 1) – білок, який кодується однойменним геном, розташованим у людей на короткому плечі 22-ї хромосоми. Довжина поліпептидного ланцюга білка становить 233 амінокислот, а молекулярна маса — 25 456.
| 10         |  | 20         |  | 30         |  | 40         |  | 50         |
| ---------- |  | ---------- |  | ---------- |  | ---------- |  | ---------- |
| MEGGAYGAGK |  | AGGAFDPYTL |  | VRQPHTILRV |  | VSWLFSIVVF |  | GSIVNEGYLN |
| SASEGEEFCI |  | YNRNPNACSY |  | GVAVGVLAFL |  | TCLLYLALDV |  | YFPQISSVKD |
| RKKAVLSDIG |  | VSAFWAFLWF |  | VGFCYLANQW |  | QVSKPKDNPL |  | NEGTDAARAA |
| IAFSFFSIFT |  | WAGQAVLAFQ |  | RYQIGADSAL |  | FSQDYMDPSQ |  | DSSMPYAPYV |
| EPTGPDPAGM |  | GGTYQQPANT |  | FDTEPQGYQS |  | QGY        |  |            |

A: Аланін

C: Цистеїн

D: Аспарагінова кислота

E: Глутамінова кислота

F: Фенілаланін

G: Гліцин

H: Гістидин

I: Ізолейцин

K: Лізин

L: Лейцин

M: Метіонін

N: Аспарагін

P: Пролін

Q: Глутамін

R: Аргінін

S: Серин

T: Треонін

V: Валін

W: Триптофан

Задіяний у таких біологічних процесах, як ацетилювання, альтернативний сплайсинг. 
Локалізований у мембрані, клітинних контактах, синапсах.